# Jordbävningen i Santa Barbara 1925
Jordbävningen i Santa Barbara 1925 drabbade området Santa Barbara, Kalifornien den 29 juni, med en magnitud mellan 6,5 och 6,8 och en maximal intensitet på IX (våldsam) enligt Mercalliskalan. Den resulterade i 13 dödsfall och förstörde stadens historiska centrum, med skador som uppskattades till 8 miljoner dollar (cirka 111 miljoner dollar 2017).

## Jordbävning
Även om inga förskjutningar rapporterades före storskalvet, visade en tryckmätares registreringskort vid det lokala vattenverket störningar som började kl. 03:27, som troligen orsakades av förskalv.  Klockan 6:44 inträffade storskalvet som varade i 19 sekunder. Jordbävningens epicentrum var beläget i havet utanför Santa Barbaras kust, i Santa Barbara Channel. Jordbävningen kändes från El Paso de Robles, Kalifornien (San Luis Obispo County) i norr till Santa Ana (Orange County) i söder och till Mojave (Kern County) i öster.

Stor skada inträffade i staden Santa Barbara och längs kusten, såväl som norr om Santa Ynez-bergen, inklusive dalarna Santa Ynez och Santa Maria. 

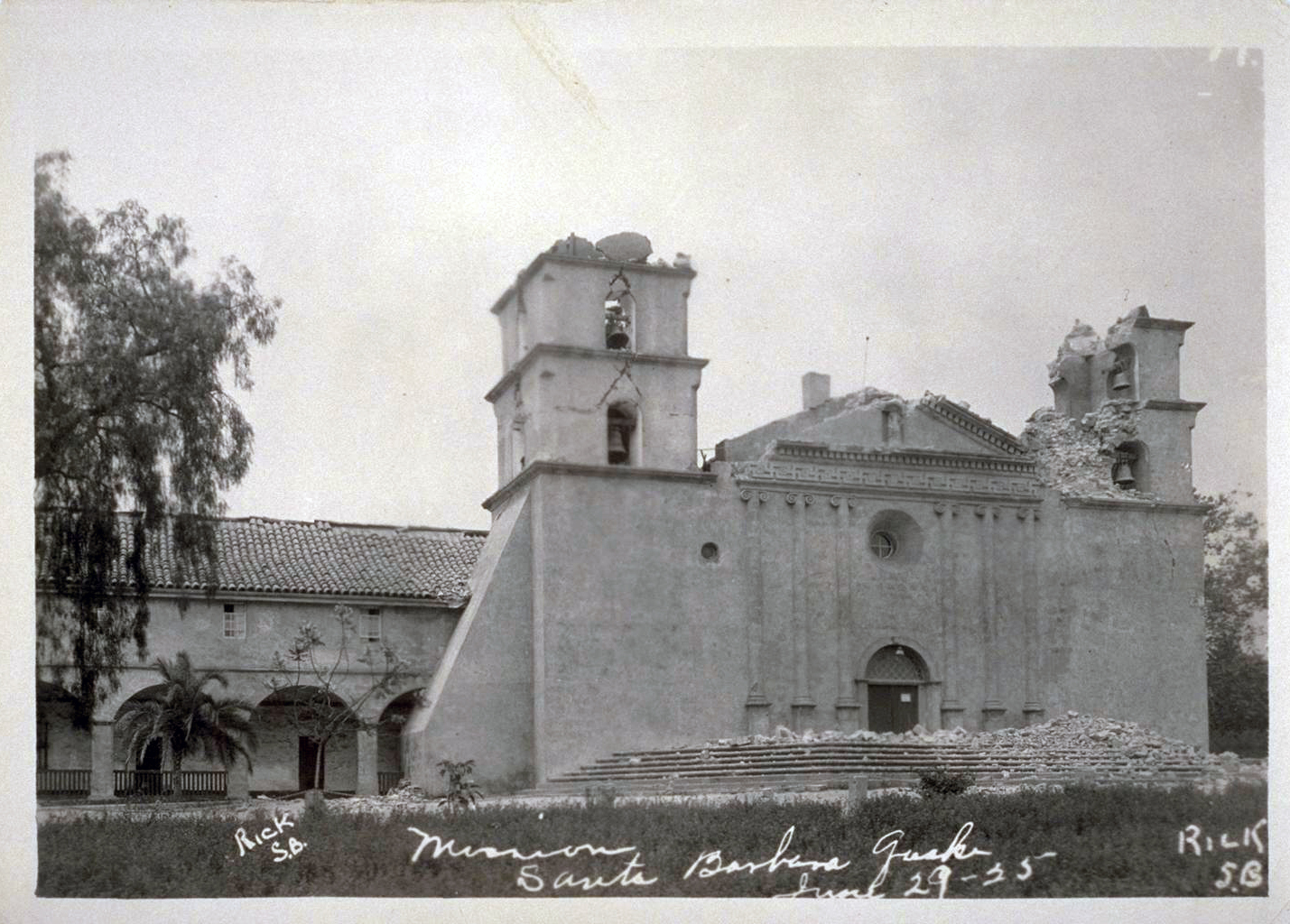
Mission Santa Barbara skadades av jordbävningen.

Även om tretton människor dog, kunde det ha blivit mycket värre: Tre rådiga hjältar stängde av stadens gas och elektricitet och förhindrade därmed det som kunde ha blivit en katastrofal brand. De flesta hem klarade jordbävningen relativt bra, även om nästan alla skorstenar i staden rasade. Centrala Santa Barbara förstördes. Endast ett fåtal byggnader längs State Street, den största affärsgatan, stod kvar efter jordbävningen. City Cab-byggnaden och garagen i Kalifornien och Arlington, alla stora och fullt upptagna parkeringshus, rasade ihop över bilarna. Många andra fordon krossades i centrum. Åtminstone ett dödsfall hände, när en förare nära San Marcos-byggnaden krossades när byggnadernas väggar föll över bilar som var parkerade där.
I affärsdistriktet, ett område på cirka 36 kvarter, var det bara ett fåtal byggnader som inte skadades väsentligt, och många rivas och byggas om.. Fasaden på kyrkan i Mission Santa Barbara skadades allvarligt och förlorade sina statyer. Många viktiga byggnader, inklusive hotell, kontor och Potter Theatre, gick förlorade. Tingshuset, fängelset, biblioteket, skolor och kyrkor var bland de byggnader som fick allvarliga skador. Trottoaren på boulevarden längs stranden förflyttades med cirka 20–36 centimeter, men trottoaren i centrum förblev i stort sett oskada.
Sheffield Dam, som var uppbyggd av sandjord, hade byggts nära staden 1917. Den var 220 meter lång och 25 7,6 meter hög och rymde 30 miljoner amerikanska gallon (114 miljoner liter) vatten. Jorden under dammen blev indränkt med vatten under jordbävningen och dammen kollapsade. Detta var den enda damm som kollapsade under en jordbävning i USA tills Lower Van Norman Dam havererade 1971. När Sheffield Dam brast svepte en vägg av vatten mellan Voluntarios och Alisos gator och förstörde träd, bilar, tre hus och översvämmade den nedre delen av staden till ett djup av 0,61 meter.

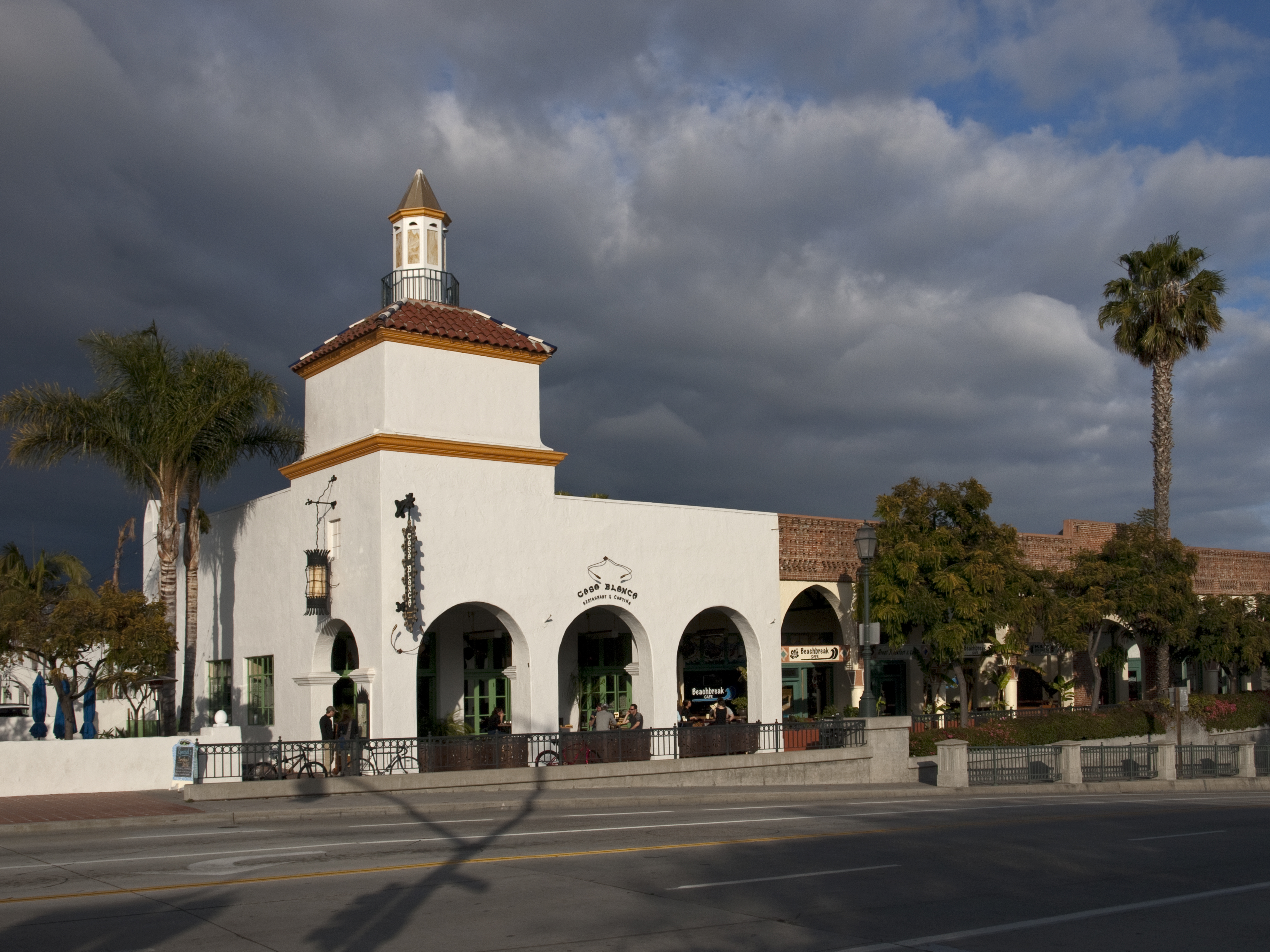
Andalucia Building i spansk kolonial missionsstil.

Southern Pacific Railroads järnvägsspår skadades på flera ställen mellan Ventura och Gaviota. I synnerhet var en del mellan Naples och Santa Barbara svårt skadad och förflyttad. Klippor utmed stranden föll i havet, och en liten tsunami noterades av offshorefartyg. Staden var helt avskuren från telefon och telegraf, och nyheter från omvärlden kom via kortvågsradio. Att ingen brand uppstod efter jordbävningen gjorde det möjligt för forskare att studera jordbävningsskador på olika typer av byggnader.
American Legion och Naval Reserves från Naval Reserve Center Santa Barbara hjälpte till att skapa ordning mitt i kaoset och bemannade poster och tillhandahöll patruller över hela staden för att förhindra plundring av de skadade företagen och hemmen. Ytterligare brand- och polispersonal anlände så långt som Los Angeles, för att hjälpa sjömännen och soldaterna att upprätthålla ordningen.

## Efterskalv
Tre kraftiga efterskalv inträffade under de närmaste timmarna, men ingen orsakade några ytterligare skador, med händelser som inträffade klockan 8:08, 10:45 och 10:57, och många mindre skalv fortsatte under hela dagen. Ett efterskalv den 3 juli orsakade ytterligare spruckna väggar och skadade skorstenar.

## Efterdyningar
Eftersom centrum av Santa Barbara var helt förstört, gjordes en storskalig bygginsats 1925 och 1926 som syftade till att ta bort eller reparera skadade byggnader och bygga nya. Denna utveckling förändrade helt stadskärnans karaktär. Före jordbävningen hade en del av centrum byggts i nymorisk stil. Efter jordbävningen togs beslutet att återuppbygga den i den spanska koloniala stilen. Denna prestation genomfördes av Santa Barbara Community Arts Association, som grundades i början av 1920-talet, och som såg jordbävningen som en möjlighet att återuppbygga stadskärnan i en enhetlig arkitektonisk stil.
Många arkitekter var inbjudna att designa byggnadens fasader, bland dem Lionel Pries, James Osborne Craig, George Washington Smith, Carleton Winslow, Bertram Goodhue och Winsor Soule. Pries flyttade sin praktik från San Francisco till Santa Barbara under ett helt år. Som ett resultat designades många byggnader som senare listades på National Register of Historic Places i slutet av 1920-talet, bland dem Santa Barbara County Courthouse och framsidan av Andalucia Building.
Byggreglerna i Santa Barbara skärptes sedan jordbävningen hade visat att traditionella konstruktionstekniker av oarmerad betong, tegel och murverk var osäkra och sannolikt inte att kunde klara kraftiga stormar.
Nästan ett sekel senare, 2017, skickade ett AI-program som drivs av United States Geological Survey (USGS) av misstag ut e-postvarningar om det historiska skalvet på grund av att en ingenjör uppdaterade skalvets epicentrum i USGS-registren.